# Franck Cazalon
Franck Cazalon (Parigi, 2 settembre 1957) è un ex cestista francese.
È il padre di Laurent Cazalon e il nonno di Malcolm Cazalon.

## Carriera
Con la Francia ha disputato i Campionati europei del 1985.